# Blepharis obmitrata
Blepharis obmitrata är en akantusväxtart som beskrevs av C. B. Cl.. Blepharis obmitrata ingår i släktet Blepharis och familjen akantusväxter. Inga underarter finns listade i Catalogue of Life.